# Reial Societat Bascongada d'Amics del País

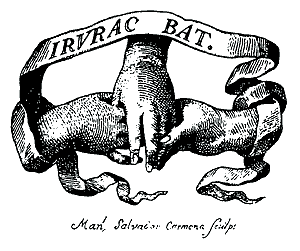
Emblema de la Reial Societat Bascongada d'Amics del País amb el lema «Irurac bat» («Les tres, una»).

La Reial Societat Bascongada d'Amics del País (en basc Euskalerriaren Adiskideen Elkartea), també coneguda com La Bascongada, pertany a les Reials Societats Econòmiques d'Amics del País, organismes espanyols sorgits en la segona meitat de segle xviii amb la finalitat de promoure el desenvolupament, en aquest cas fonamentalment el cultural.
Va néixer del grup «Caballeritos de Azcoitia» o «Triunvirato de Azcoitia», impulsat especialment per Xavier María de Munibe y Idiáquez, comte de Peñaflorida, al costat de José María de Eguía, marquès de Narros, i Manuel Ignacio Altuna. El 1763 van presentar el pla de creació a Bergara, sent aprovat en 1765. Va ser la primera societat d'aquest tipus creada a Espanya, estenent-se posteriorment arreu de l'estat espanyol.
Els socis van dividir les seves activitats en quatre seccions: agricultura; ciències i arts útils; indústria i comerç; i política i bones lletres.
Entre els membres estarien els reformistes més importants de l'època, com Foronda, Villahermosa, Olavide, Azara, Juan Meléndez Valdés, Samaniego… i notoris científics estrangers.
Van crear una important biblioteca, en la qual figuraven les obres més importants, i van crear el Seminari de Bergara, on s'ensenyaven algunes matèries clàssiques al costat de les noves com a llengües vives, geografia, ciències experimentals, matemàtiques, tècniques, etc.
Van entrar tant en la teoria econòmica política com en els llibres Ensayo de la Sociedad Bascongada (1768) i en els Extractos de las Juntas generales (1772–1793), es van ocupar de discussions teòriques de l'economia política d'una banda i per un altre de forma pràctica en el tema científic (Elhuyar), en beneficència (hospici de Vitòria) o empresarial (sembra de lli, fàbrica de ganivets).
En 1773–1774 es va estendre aquest tipus de societats a altres llocs, com Tudela i Baza.
La Societat ha sofert diverses crisis al llarg de la seva història, fou refundada nombroses vegades fins a arribar a la institució actual. Les successives institucions fins i tot han tingut diverses variacions en el seu nom. Així, durant el primer terç del segle xx, la institució es va denominar Societat Econòmica Bascongada dels Amics del País. En ser refundada després de la Guerra Civil, es va pretendre recuperar el nom inicial, però les autoritats franquistes van interpretar que l'ús de la «B» era mostra inequívoca de nacionalisme basc i van forçar l'ús del terme «Vascongado», sent coneguda la societat durant el franquisme com Reial Societat Vascongada d'Amics del País. La mort del dictador va suposar la recuperació del terme «Bascongado». A la fi del segle xx, es va afegir al nom la seva denominació en basc, Euskalerriaren Adiskideen Elkartea.